# Мукаллаф
Мукаллаф (араб. مکلف‎) — в терминологии исламского права: совершеннолетний разумный мусульманин (или мусульманка), обязанный выполнять предписания шариата, то есть соблюдать таклиф (араб. تَكْلِيفٌ‎ — обязанность).

## Значение таклифа
С точки зрения ислама, таклиф — это следование шариату во всех его аспектах, то есть исполнение обязательного (ваджиб) и воздержание от запрещённого (харам).
С точки зрения арабской морфологии, слово «таклиф» является масдаром второй породы от глагола «каллафа» — «вменять в обязанность», «обязывать», «поручать». Тем самым, таклиф тесно связан с выполнением обязательств, накладываемых на мусульман шариатом (ваджибат).
«Мукаллаф» — это причастие пассивного залога от глагола «каллафа». Таким образом, мукаллаф — это человек, на которого возложены определённые обязанности.

## Условия таклифа
Мукаллаф должен быть приверженцем ислама, достигшим зрелости (совершеннолетия по шариату) и вменяемым (психически больной человек не несёт ответственности за неисполнение обязательных шариатских предписаний и совершение деяний, запрещённых исламом).

#### Зрелость
Исламские учёные признают следующие объективные признаки совершеннолетия (булуг): поллюции у юношей и начало менструаций у девушек. В некоторых мазхабах учитывается также оволосение на лобке. Когда организм подростка начинает претерпевать такие свойственные пубертатному периоды изменения, шариат начинает вменять ему в обязанность совершение намаза и поста выплату закята, совершение хаджа, девушкам — ношение хиджаба.
Помимо этих объективных признаков, основатели мазхабов называют дополнительным критерием совершеннолетия достижение определённого возраста. Если половое созревание подростка задерживается, то возраст становится фактором, определяющим границу наступления шариатского совершеннолетия (булуг). Например, по мнению ряда учёных ханафитского мазхаба, а также учёных маликитского, шафиитского и ханбалитского мазхабов, достижение 15 лунных лет.

## Выполнение религиозных обязанностей мукаллафом

#### Таклиф
В зависимости от решений шариата — хукмов таклифа — в отношении действий мукаллафов (аф`али мукаллифин), последние можно разделить на несколько степеней. У ханафитов их восемь:
1. Фард — то, что обязательно, и обязательность установлена явным доказательством. Фард подразделяется на индивидуальные (фард аль-'айн) и коллективные (фард аль-кифая) обязанности. Отрицающий фард считается неверующим, а оставляющий — грешником, заслуживающим наказания. Примерами фарда являются пост в Рамадан, погребальный намаз и т.д.
2. Ваджиб — то, что необходимо, однако обязательность этого установлена не таким однозначным доказательством. Некоторые учёные писали о ваджибе, ставшим таковым ещё во времена Мухаммада (лиайнихи) и о том, который стал считаться ваджибом уже после (лигайрихи). Отрицающий ваджиб не становится вероотступником, но впадает в заблуждение, а оставляющий продолжает считаться грешником, заслуживающим наказания. Примером ваджиба является фитр-садака.
3. Сунна — то, что желательно. Сунна делится на те поклонения, которую пророк Мухаммад совершал почти постоянно (муаккада), и ту, которую совершал не всегда (гайр-муаккада). Действия (привычки, обычаи. Например, в пище), не относящиеся к поклонению, а являющиеся общими для людей, но совершаемые из-за их соответствия сунне, называются сунной заваид. Отказавшийся от совершения сунны муаккада считается заслуживающим порицания, а совершающий — получащим награду. Примером такой сунны является два ракаата намаза до утренней молитвы.
4. Мустахаб — то, что одобряемо. Часто означает то же, что мандуб и сунна гайр-муаккада, нафиль, татавву. Совершающий также считается получащим вознаграждение, однако оставившему совершение ничего не будет. Примером являются четыре ракаата намаза до послеполуденной молитвы.
5. Мубах — то, что разрешено (ибаха), дозволенно (халяль), допустимо (джа’из), неограниченно (мутлак). За совершение или оставление этого не полагается наград или наказаний. Например, рисование неодушевленных предметов.
6. Макрух — то, что порицаемо. Макрух бывает двух видов: недостойный (танзихан) и запретный (тахриман). Если совершающий первый считается заслуживающим порицания, то совершающий второй — может заслуживать и наказание, а отрицающий его нежелательность впадает в заблуждение[7]. Примером макруха танзихан и тахриман является оставление совершения мустахабов и курение соответственно.
7. Харам — то, что запретно, и запретность этого, в отличие от запретности макрух тахриман, установлена явным доказательством. Совершение этого является ослушанием (ма’сыят) и грехом. Совершающий харам считается заслуживающим наказания, а отрицающий запретность — вероотступником. Примером харама является употребление алкоголя. Можно разделять харам на тот, который сопряжён с притеснением (зульми) кого-либо или нет (гайр-зульми) и на тот, запретность которого безусловна (лизатихи) или чем-то обусловлена (лигайрихи)
8. Муфсид — то, что прерывает начатое поклонение. Тот, кто совершает это намеренно, может заслуживать наказания. Примером муфсида является смех в намазе.

В других суннитских мазхабах выделяют пять степеней действий: фард, мандуб, мубах, макрух и харам.

#### Таклид
Все мусульмане, кроме приверженцев салафитских трактовок ислама, считают, что мукаллаф, не являющийся муджтахидом — экспертом в области фикха (шариатского права) и других религиозных наук — должен совершать таклид фетвам и хукмам религиозных учёных, получивших квалификацию в таких шариатских науках, как арабское языкознание, илм аль-усуль, хадисоведение, ильм аль-фикх, илм ар-риджал и т.д.
Тем самым предполагается, что мукаллаф также является и мукаллидом, то есть совершает таклид за тем или иным мазхабом (в суннизме) или муджтахидом (в шиизме).